# Hino 4CV

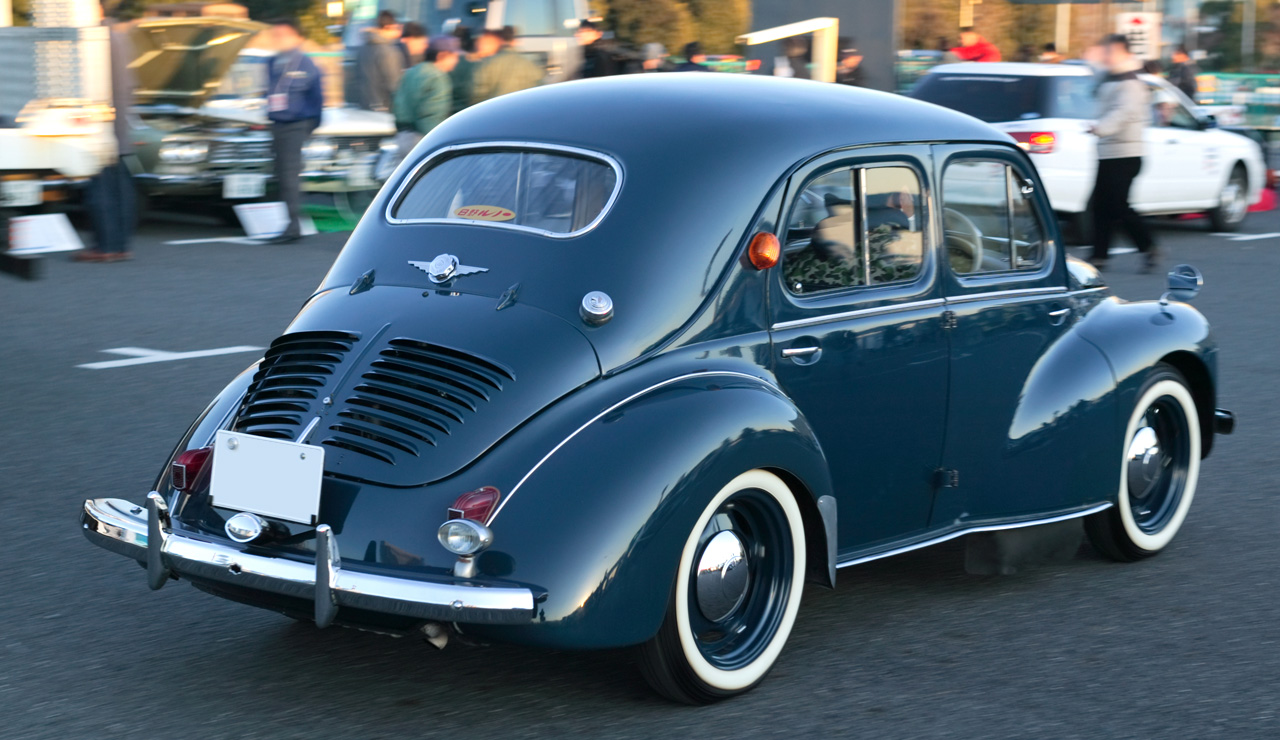
Heckansicht

Der Hino 4CV war ein japanischer Lizenzbau des Renault 4CV.

## Beschreibung
Hino Jidōsha schloss mit Renault einen Vertrag zur Fertigung des 4CV für Japan. Die Produktion startete im April 1953 und endete 1963. Insgesamt entstanden 34.853 Fahrzeuge. Nachfolger wurde der Hino Contessa.
Die Fahrzeuge hatten einen Vierzylindermotor. Er leistete 21 PS aus 748 cm³ Hubraum. Der Motor war im Heck eingebaut und trieb die Hinterräder an. Das Getriebe hatte drei Gänge.
Der Radstand betrug 210 cm. Die erste Ausführung PA53, die 1953 und 1954 angeboten wurde, war 3610 mm lang. Die folgenden PA54, PA55 und PA56 maßen dagegen 3845 mm, da eine neue Verordnung im japanischen Verkehrsrecht Fahrzeugen über 3,8 Meter Länge eine um 10 km/h höhere Geschwindigkeit erlaubte. Einzige Karosseriebauform war eine viertürige Limousine. Zur Wahl standen ab PA54 Standard-, Luxus, Taxi- und Polizei-Ausführung.